# Мосиашвили, Цотне
Цотне Мосиашвили (груз. ცოტნე მოსიაშვილი; род. 14 февраля 1995, Грузия) — грузинский футболист, полузащитник казахстанского клуба «Тобол».

## Карьера
Футбольную карьеру начинал в составе клуба «Гагра» Тбилиси.
1 января 2018 года перешёл в грузинский клуб «ВИТ Джорджия». 3 марта 2019 года в матче против клуба «Дила» дебютировал в чемпионате Грузии.
1 июля 2019 года стал игроком грузинского клуба «Торпедо» Кутаиси. 11 июля 2019 года в матче против клуба «Ордабасы» дебютировал в Лиге Европы.
1 апреля 2023 года подписал контракт с грузинским клубом «Динамо» Батуми.

## Достижения
«Динамо» Батуми
- Чемпион Грузии: 2023
- Финалист кубка Грузии: 2023

## Клубная статистика
| Игровая карьера | Игровая карьера   | Игровая карьера | Лига | Лига | Кубок | Кубок | Межд. | Межд. | СК | СК |
| --------------- | ----------------- | --------------- | ---- | ---- | ----- | ----- | ----- | ----- | -- | -- |
| 2019            | ВИТ Джорджия      | А               | 19   | 2    | —     | —     | —     | —     | —  | —  |
| 2019            | Торпедо (Кутаиси) | А               | 13   | 1    | 2     | 0     | 1     | 0     | —  | —  |
| 2020            | Телави            | А               | 17   | 1    | 3     | 0     | —     | —     | —  | —  |
| 2021            | Дила              | А               | 27   | 1    | 1     | 0     | 2     | 0     | —  | —  |
| 2022            | Дила              | А               | 27   | 1    | 3     | 1     | 2     | 0     | —  | —  |
| 2023            | Динамо (Батуми)   | А               | 26   | 0    | 3     | 0     | 1     | 0     | 2  | 0  |
| 2024            | Жетысу            | А               | 10   | 0    | 3     | 0     | —     | —     | —  | —  |